# M1dy
Pour l’article ayant un titre homophone, voir Midi.
Pour les articles homonymes, voir Watanabe.
m1dy, de son vrai nom Yosei Watanabe (渡邉 余生, Watanabe Yosei), est un producteur et disc jockey de speedcore japonais. Fondateur des labels PORK (2004) et Maddest Chick'n Dom, il lance sa carrière musicale en 1998 sous le label Hyper Rich. Au fil de sa carrière, Watanabe participe à des compilations publiées dans labels locaux notables comme Mob Squad Tokyo (label créé en coopération avec M-Project), SharpnelSound (souvent en coproduction avec DJ Sharpnel), et Hardcore Tano*C.

## Biographie
Yosei Watanabe commence sa carrière à la fin des années 1990 sous le nom de scène Kakuseiki the MIDI Anarchist. Son principal pseudonyme vient du mot MIDI, faisant référence au format de fichier musical. Il est aussi connu sous le nom de scène de m2dy. Lors d'une entrevue publiée sur le site Guhroovy, Yosei révèle utiliser FL Studio comme logiciel de production.
En 2010, il fait paraître son EP intitulé Lector in the Sky with Diamorphine ; l'album est bien accueilli par le site VS-Webzine avec comme conclusion « Voilà, un album surprenant et déroutant au début mais qu’on finit par apprivoiser au fil des écoutes et enfin, on succombe sous ce torrent de vitesse et de violence couplé à la précision des samples casse-genoux. » Sputnikmusic, lui, attribue à l'album Nin-Pi-Nin une note de 4 sur 5 expliquant qu'il s'agit d'un « son de molécules psychédéliques disséminées. »
En 2012 sort le jeu d'arcade-action Beat Hazard Ultra auquel m1dy participe à la bande son. En 2013, le jeu d'arcade Beatmania IIDX 21: Spada (en) — opus de la série de jeux de rythme Beatmania IIDX édité par Konami — présente une liste de pistes m1dy deluxe ; l'édition suivante du jeu, Beatmania IIDX 22: Pendual (en), présente une liste m1dy Festival. 
En 2015, il publie un nouvel album studio, Never Mind the m1dicks. Le 30 décembre 2016, la société japonaise SuperSweep (jp) publie la bande-son du shoot 'em up Battle Garegga intitulée Battle Garegga Complete Soundtrack à laquelle m1dy participe

## Discographie

### Albums studio
- 2002 : Speedcore Dandy (SharpnelSound)
- 2003 : Voynich Tracks (Nihonkokumin)
- 2003 : In Bass We Trust (Nihonkokumin)
- 2003 : Speedcore Dandy XXX (Intik.rec)
- 2004 : 音圧愚連隊 ～暴走歌謡大全集～ (SharpnelSound)
- 2004 : 覚醒機 Is Back!!! (PORK)
- 2004 : FREEDOM (PORK)
- 2005 : Japanese Mathafacka (PORK)
- 2005 : Pest Vol. 1: m1dy Best of Rob Trax (PORK)
- 2005 : Pest Vol. 2: m1dy Best of Rob Trax (PORK)
- 2006 : Pestfinal - The Rare Trax (PORK)
- 2007 : Perfect Mathafacka (Maddest Chick'ndom, PORK)
- 2008 : World Flasher Corps (Maddest Chick'ndom, PORK)
- 2008 : No Soup for You (Maddest Chick'ndom, PORK)
- 2009 : Megashit EP (Mob Squad Black Label)
- 2009 : Nin-Pi-Nin (Maddest Chick'ndom)
- 2009 : Roaring the Odd Hymn (Maddest Chick'ndom)
- 2010 : Lecter in the Sky with Diamorphine (Maddest Chick'ndom)
- 2011 : Bleach the Tongue[9] (Maddest Chick'ndom)
- 2012 : The Midi Arnachist[10] (Maddest Chick'ndom)
- 2015 : Never Mind the m1dicks (Maddest Chick'ndom)

### EP
- 2015 : Electronic Speed Music (CD, EP)
- 2016 : Do the Shit (CD, EP) (Maddest Chick'ndom)
- 2016 : Speedcore for DJs (CD, EP) (EZiKi)
- 2017 : Loveless (CD, EP) (EZiKi)
- 2019 : THRASHKICKIN' (CD, EP) (EZiKi)